# Lány röplabdatorna a 2010. évi nyári ifjúsági olimpiai játékokon
A 2010. évi nyári ifjúsági olimpiai játékokon a lány röplabdatornát augusztus 21. és 26. között rendezték. A tornán 6 nemzet csapata vett részt.

## Lebonyolítás
A 6 résztvevőt 2 darab 3 csapatos csoportba sorsolták. Körmérkőzések döntötték el a csoportok végeredményét. A csoportból az első két helyezett jutott tovább az elődöntőbe, az elődöntők győztesei játszották a döntőt, a vesztesek a bronzéremért mérkőzhettek.

## Csoportkör
| Színmagyarázat                                               |
| ------------------------------------------------------------ |
| A csoportok első két helyezettje bejutott az elődöntőbe.     |
| A csoportok harmadik helyezettjei az 5. helyért játszhattak. |

### A csoport
|           |      | Mérkőzések | Mérkőzések | Pontok | Pontok | Pontok | Szettek | Szettek | Szettek |
| Csapat    | Pont | Gy         | V          | P+     | P–     | PA     | Sz+     | Sz–     | SzA     |
| --------- | ---- | ---------- | ---------- | ------ | ------ | ------ | ------- | ------- | ------- |
| Peru      | 4    | 2          | 0          | 150    | 95     | 1,579  | 6       | 0       | MAX     |
| Japán     | 3    | 1          | 1          | 134    | 109    | 1,229  | 3       | 3       | 1,000   |
| Szingapúr | 2    | 0          | 2          | 70     | 150    | 0,467  | 0       | 6       | 0,000   |

| 2010. augusztus 21. 12:30 | Szingapúr (SIN)       | 0 – 3 | Peru |  |
| 2010. augusztus 21. 12:30 | (11–25, 13–25, 12–25) |       |      |  |

| 2010. augusztus 22. 10:00 | Szingapúr (SIN)     | 0 – 3 | Japán |  |
| 2010. augusztus 22. 10:00 | (9–25, 16–25, 9–25) |       |       |  |

| 2010. augusztus 23. 12:30 | Peru (PER)            | 3 – 0 | Japán |  |
| 2010. augusztus 23. 12:30 | (25–22, 25–19, 25–18) |       |       |  |

### B csoport
|                  |      | Mérkőzések | Mérkőzések | Pontok | Pontok | Pontok | Szettek | Szettek | Szettek |
| Csapat           | Pont | Gy         | V          | P+     | P–     | PA     | Sz+     | Sz–     | SzA     |
| ---------------- | ---- | ---------- | ---------- | ------ | ------ | ------ | ------- | ------- | ------- |
| Egyesült Államok | 4    | 2          | 0          | 173    | 163    | 1,061  | 6       | 2       | 3,000   |
| Belgium          | 3    | 1          | 1          | 178    | 131    | 1,359  | 5       | 3       | 1,667   |
| Egyiptom         | 2    | 0          | 2          | 93     | 150    | 0,620  | 0       | 6       | 0,000   |

| 2010. augusztus 21. 15:20 | Belgium (BEL)         | 3 – 0 | Egyiptom |  |
| 2010. augusztus 21. 15:20 | (25–11, 25–12, 25–10) |       |          |  |

| 2010. augusztus 22. 18:00 | Belgium (BEL)                       | 2 – 3 | Egyesült Államok |  |
| 2010. augusztus 22. 18:00 | (22–25, 25–15, 20–25, 25–18, 11–15) |       |                  |  |

| 2010. augusztus 23. 15:30 | Egyiptom (EGY)        | 0 – 3 | Egyesült Államok |  |
| 2010. augusztus 23. 15:30 | (18–25, 19–25, 23–25) |       |                  |  |

## Helyosztók

### Elődöntők
| 2010. augusztus 24. 10:00 | Peru (PER)                   | 1 – 3 | Belgium |  |
| 2010. augusztus 24. 10:00 | (19–25, 25–19, 21–25, 22–25) |       |         |  |

| 2010. augusztus 24. 18:00 | Egyesült Államok (USA) | 3 – 0 | Japán |  |
| 2010. augusztus 24. 18:00 | (25–20, 25–23, 25–23)  |       |       |  |

### Az 5. helyért
| 2010. augusztus 25. 12:30 | Szingapúr (SIN)              | 1 – 3 | Egyiptom |  |
| 2010. augusztus 25. 12:30 | (25–20, 18–25, 19–25, 19–25) |       |          |  |

### Bronzmérkőzés
| 2010. augusztus 25. 15:30 | Peru (PER)                   | 3 – 1 | Japán |  |
| 2010. augusztus 25. 15:30 | (22–25, 30–28, 25–11, 25–17) |       |       |  |

### Döntő
| 2010. augusztus 26. 9:00 | Belgium (BEL)                | 3 – 1 | Egyesült Államok |  |
| 2010. augusztus 26. 9:00 | (17–25, 25–20, 25–18, 25–12) |       |                  |  |

| A 2010. évi nyári ifjúsági olimpiai játékok lány röplabdatornájának olimpiai bajnoka |
| · BELGIUM · 1. cím                                                                   |
| ------------------------------------------------------------------------------------ |

## Végeredmény
|          |                  |      | Mérkőzések | Mérkőzések | Pontok | Pontok | Pontok | Szettek | Szettek | Szettek |
| Helyezés | Csapat           | Pont | Gy         | V          | P+     | P–     | PA     | Sz+     | Sz–     | SzA     |
| -------- | ---------------- | ---- | ---------- | ---------- | ------ | ------ | ------ | ------- | ------- | ------- |
| Arany    | Belgium          | 7    | 3          | 1          | 364    | 293    | 1,242  | 11      | 5       | 2,200   |
| Ezüst    | Egyesült Államok | 7    | 3          | 1          | 323    | 321    | 1,006  | 10      | 5       | 2,000   |
| Bronz    | Peru (PER)       | 7    | 3          | 1          | 339    | 270    | 1,256  | 10      | 4       | 2,500   |
| 4.       | Japán (JPN)      | 5    | 1          | 3          | 281    | 286    | 0,983  | 4       | 9       | 0,444   |
|          |                  |      |            |            |        |        |        |         |         |         |
| 5.       | Egyiptom (EGY)   | 4    | 1          | 2          | 188    | 231    | 0,814  | 3       | 7       | 0,429   |
| 6.       | Szingapúr (SIN)  | 3    | 0          | 3          | 151    | 245    | 0,616  | 1       | 9       | 0,111   |